# Małgorzata Gołota

Małgorzata Gołota (2022)

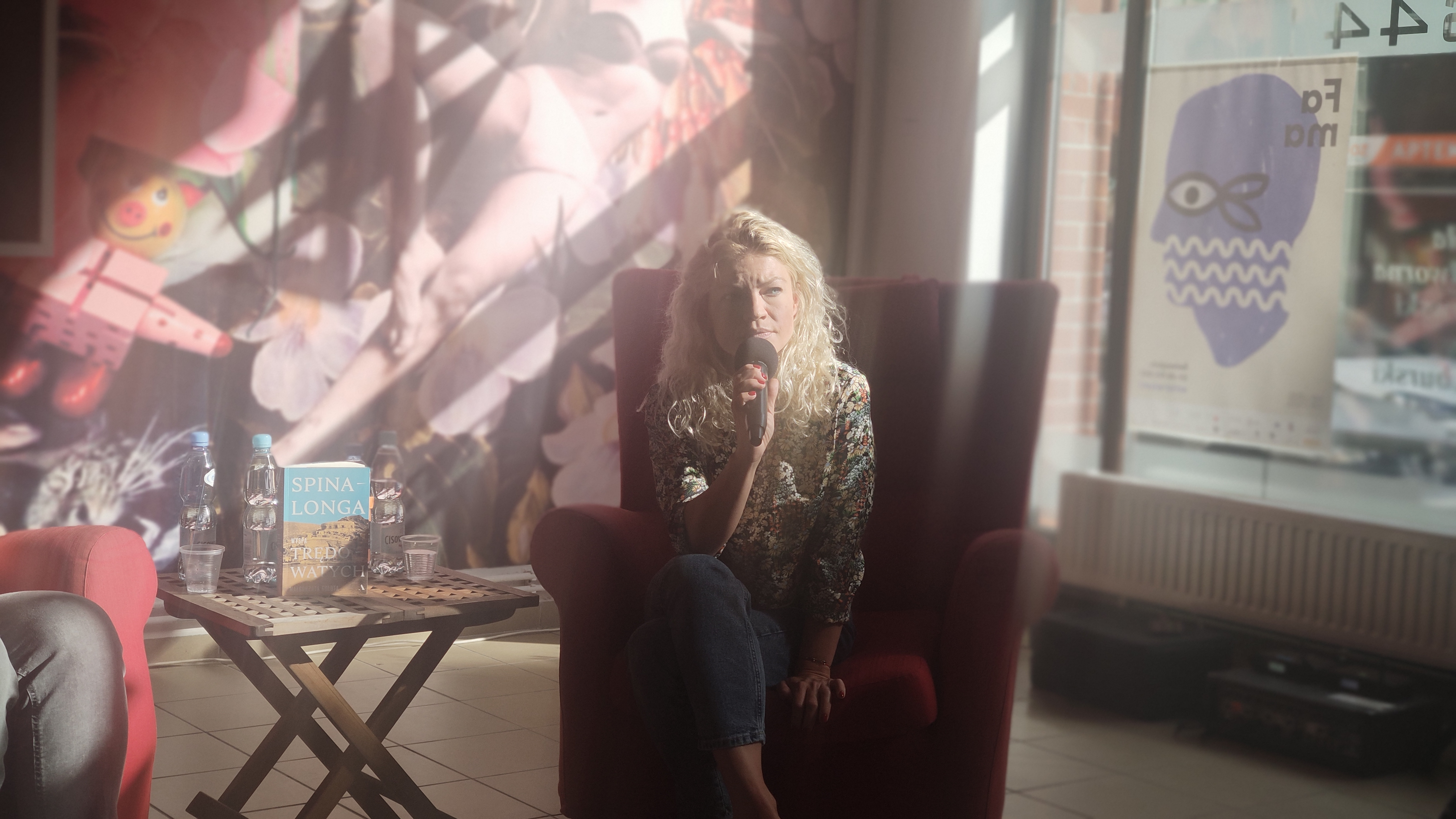
Małgorzata Gołota na Festiwalu FAMA

Małgorzata Gołota (ur. 1986) – polska dziennikarka prasowa i radiowa, a także lektorka. Współpracuje m.in. z Radiem TOK FM, gdzie od 2020 r. przygotowuje i prowadzi „Koniec świata”, „Klimat zmian” i "Wkręć się w eko". Publikowała w serwisach Weekend Gazeta.pl i naTemat.pl oraz dziale zagranicznym „Polska the Times”. Współpracowała z Radiem PLUS, Radiem ZET Gold i Rock Radiem.
30 czerwca 2021 r. nakładem Wydawnictwa Agora ukazała się jej pierwsza książka – „Spinalonga. Wyspa trędowatych” – reportaż o jednej z ostatnich w Europie zamkniętych kolonii dla osób chorych na trąd. W kwietniu 2022 roku ogłoszono, że „Spinalonga. Wyspa trędowatych” znalazła się w finale 13. edycji Nagrody im. Ryszarda Kapuścińskiego. Tę samą książkę wyróżniono w kategorii „najlepsza książka reportażowa” Nagrodą Magellana 2022.
27 kwietnia 2022 r. ukazała się jej druga książka „Żyletkę zawsze noszę przy sobie” o depresji dzieci i młodzieży. 26 października 2022 r. – ukazała się kontynuacja "Żyletki..." wydana pod tytułem "Jak być dobrym rodzicem? Książka o rodzicielstwie w czasach social mediów, opresyjnych szkół i samotności".
Jest absolwentką stosunków międzynarodowych na Uniwersytecie Mikołaja Kopernika. Mieszka w Warszawie.